# Stadtteilschule Eppendorf
Die Grund- und Stadtteilschule Eppendorf (kurz Stadtteilschule Eppendorf, Akronym GSE) ist eine staatliche Stadtteilschule mit Standorten in den Hamburger Stadtteilen Hoheluft-Ost und Eppendorf. Die Schule ist eine Stadtteilschule der Langform, somit werden Kinder von den Klassenstufen 1 bis 13 unterrichtet. Die Grundschul-Abteilung wird zweizügig geführt, die Stadtteilschul-Abteilung sechszügig. Die Schule wurde 1990 als Gesamtschule Eppendorf gegründet und 2010 wie alle Hamburger Gesamtschulen zur Stadtteilschule umgewandelt.

## Geschichte

### Nutzungsgeschichte der Gebäude
Die heute von der Stadtteilschule am Hauptstandort im Block zwischen Breitenfelder Straße, Curschmannstraße, Martinistraße und Löwenstraße genutzten Gebäude wurden ursprünglich für drei Schulen errichtet:
- Mädchenschule Löwenstraße, Löwenstraße 58, errichtet von 1910 bis 1912 nach Entwürfen von Albert Erbe
- Knabenschule Breitenfelder Straße, Breitenfelder Straße 35, zusammen mit der Mädchenschule als Doppel-Volksschule erbaut. Mädchenschule und Knabenschule bilden einen Baukörper mit ursprünglich zwei Eingängen und voneinander abgetrennten Korridoren.
- Lyzeum Curschmannstraße, Curschmannstraße 39, errichtet von 1926 bis 1928 nach Entwürfen von Fritz Höger

Die Schule Breitenfelder Straße wurde nach dem Ersten Weltkrieg für Schulversuche und Reformen eingerichtet und war von Wilhelm Lamszus und Fritz Jöde beeinflusst. Sie wurde daher als Reformschule oder Wendeschule bezeichnet. In ihr fand koedukativer Unterricht statt, für sie war kein begrenzter Schulbezirk vorgesehen. Wegen der Fortschrittlichkeit des Konzeptes wurde sie vorwiegend von Kindern aus dem Bürgertum, darunter viele aus freidenkenden jüdischen Familien, besucht. So lag bei den Einschulungen in den Jahren 1929 und 1930 der Anteil jüdischer Kinder bei etwa 50 Prozent. Das Konzept erwies sich im Verlauf der Zeit als Nachteil, weil ein Großteil der Schüler und Schülerinnen nach der vierten Klasse in Oberschulen/Gymnasien wechselte. Die oberen Klassen waren daher oft nicht ausreichend besetzt. Ob deswegen in der Schule ein sog. Oberbau, der zur Mittleren Reife führte, eingerichtet wurde, steht dahin. Bekanntester Schüler der Schule Breitenfelder Straße war Walter Jens (1923–2013), der hier seine Grundschulzeit von 1929 bis 1933 verbrachte. 1987 sollte an der Haupt- und Realschule Breitenfelder Straße wegen fehlender Schüler-Anmeldungen keine Hauptschulklassen der 7. Klassenstufe mehr eingerichtet werden, was dann aber gerichtlich revidiert wurde.
Das Lyzeum Curschmannstraße wurde 1940 als Reservelazarett eingerichtet. Die Schülerinnen mussten sich danach mit den Schülern der damaligen Oberschule für Jungen in Eppendorf im wöchentlichen Wechsel von je vier Unterrichtsstunden vor- und nachmittags das Gebäude in der Hegestraße 35 teilen.

### Gesamtschule Eppendorf
Die Einrichtung einer Eppendorfer Gesamtschule wurde schon in den 1970er diskutiert, zum Ende der 1980er Jahre wurde das Anliegen dann erfolgreich vorgetragen. Die neue Gesamtschule Eppendorf sollte das Gebäude des bis 1990 auslaufenden Gymnasium Curschmannstraße und leerstehende Räume der Grund-, Haupt- und Realschule Breitenfelder Straße nutzen.

### Stadtteilschule Eppendorf
Mit Beginn des Schuljahres 2010/2011 wurde die Gesamtschule Eppendorf im Rahmen der Hamburger Schulreform zur Stadtteilschule umgewandelt. Die vorübergehende Trennung von Grundschule und weiterführender Schule wurde zu Beginn des Schuljahres 2011/2012 wieder aufgehoben. Seit 2019 nutzt die Stadtteilschule Eppendorf das Gebäude der ehemaligen Schule Schottmüllerstraße in Eppendorf als Oberstufenhaus. Die Grundschule Schottmüllerstraße wurde 2002 in Marie-Beschütz-Schule umbenannt und zog 2018 in die Erikastraße um.

## Architektur
1926 bis 1928 wurde die Dreiflügelanlage nach einem Wettbewerbsentwurf Fritz Högers von 1919 errichtet. Das Raumprogramm folgt den Grundsätzen der Vorkriegsschulform: Fachräume, Aula und Turnhalle liegen in den Quertrakten, die Klassenräume auf der Hofseite des Mittelflügels. Der Stahlbetonbau ist mit Rotklinkern verkleidet. Die rhythmisch gegliederte Gruppe unterschiedlicher Baukuben mit den Außenanlagen zeigt den Einfluss der „Moderne“, während die Wandgliederung und Detailgestaltung als expressionistisch gelten dürfen. Die dreiflügelige Gliederung entspricht den Schulbauten von Fritz Schumacher aus derselben Zeit, bei dem Bau handelt es sich wohl um den einzigen Entwurf in dieser Zeit, der nicht von Schumacher stammt.
Das Gebäude an der Löwenstraße ist die ehemalige Volksschule Breitenfelder Straße, die 1910 bis 1912 nach Entwürfen von Albert Erbe errichtet wurde und um einen Neubau erweitert wurde. Dieser beherbergt die Grundschulklassen.

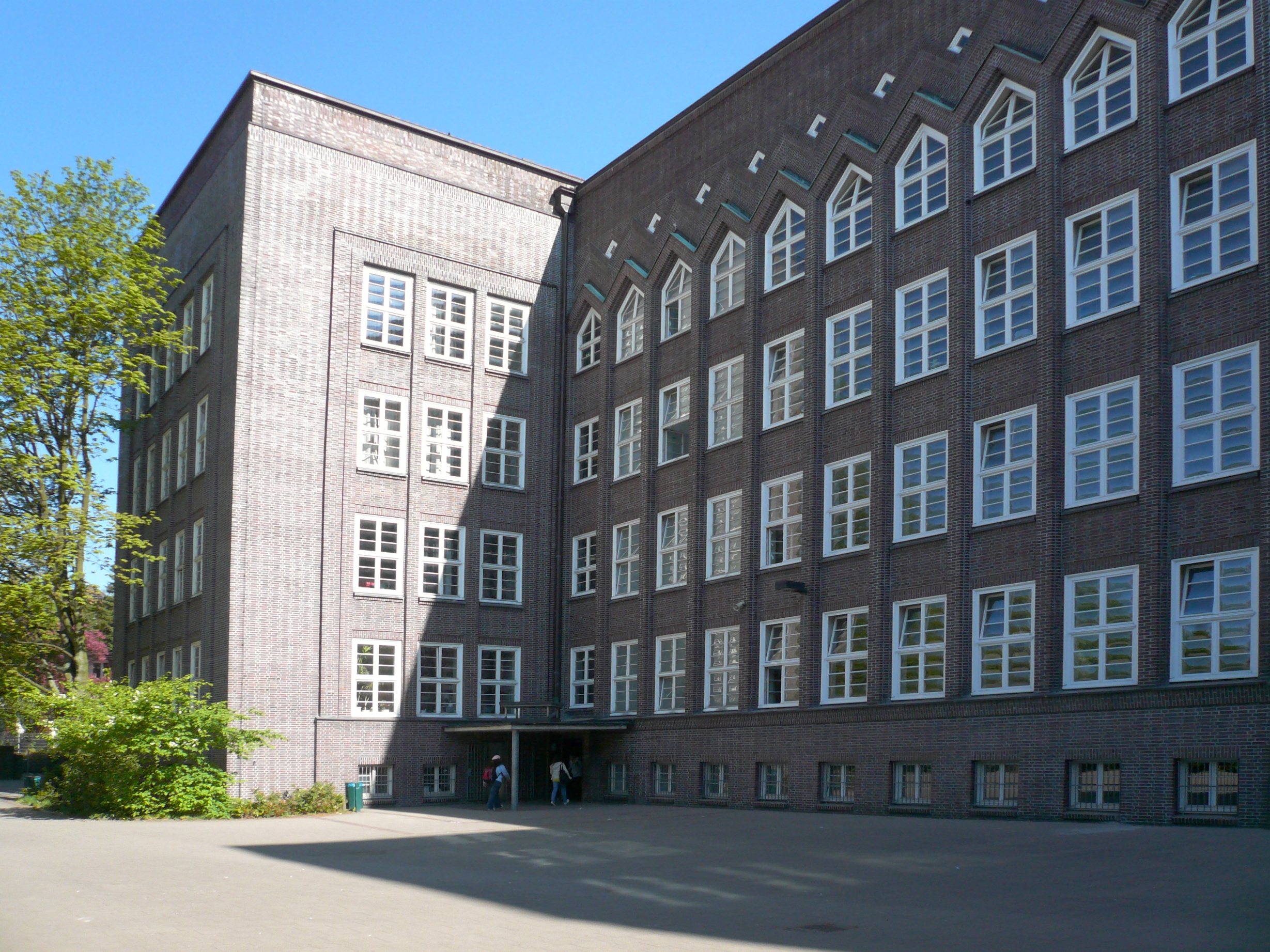
Hofseite des Gebäudes Curschmannstraße
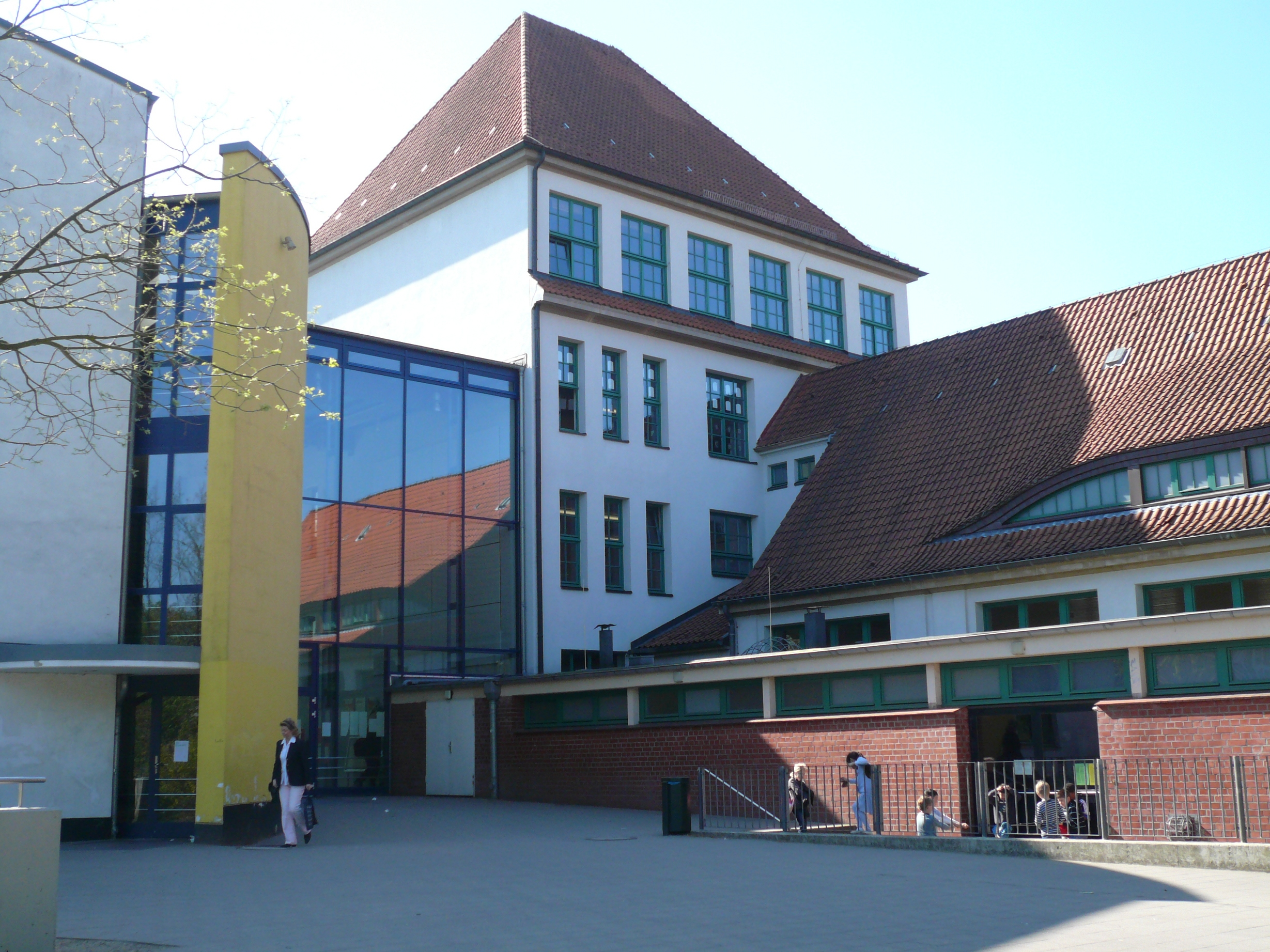
Hofseite des Gebäudes Löwenstraße
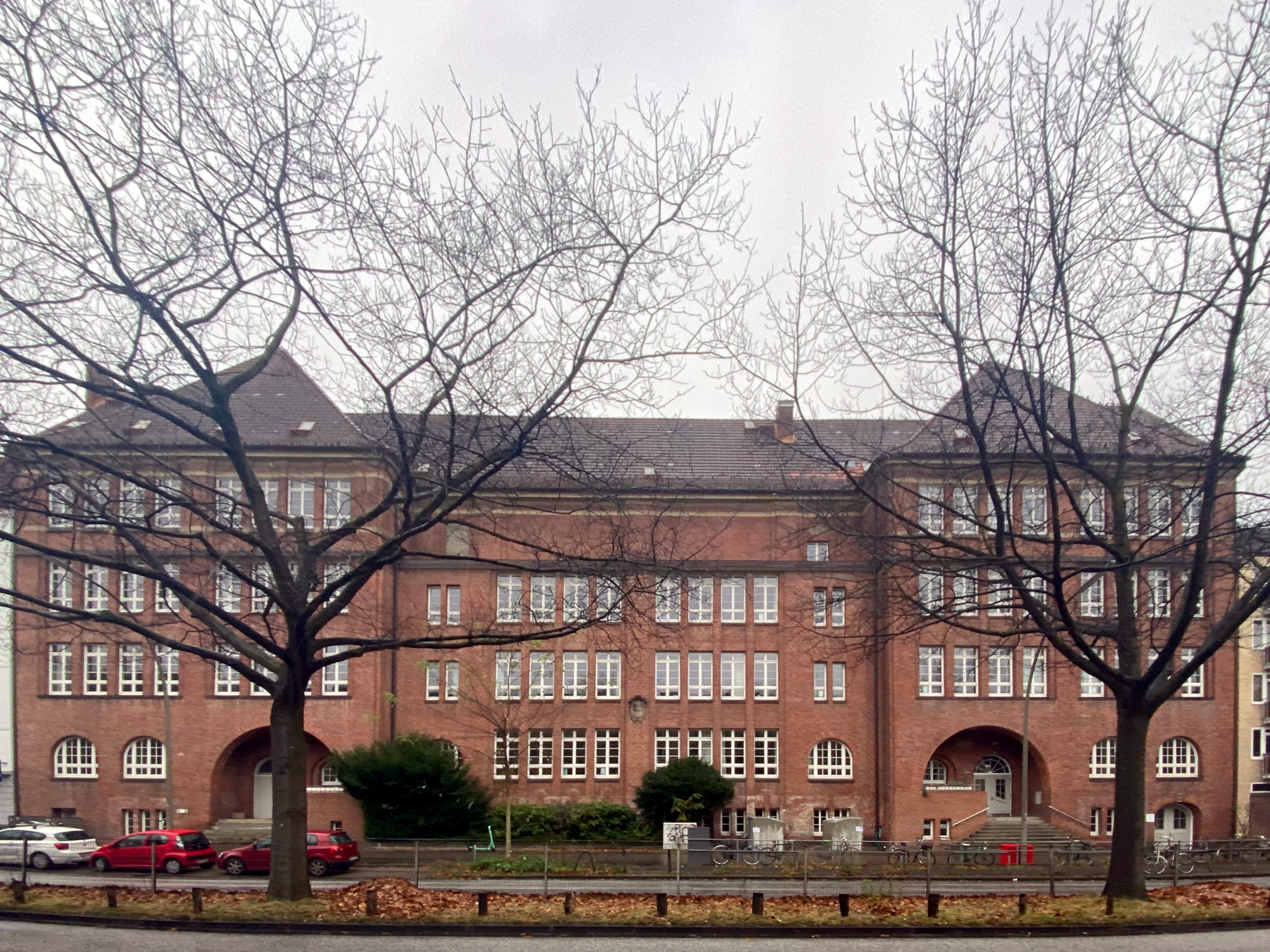
Oberstufenhaus in der Schottmüllerstraße

## Schulprofil
Rahmensäulen des Schulprogramms sind Soziales Lernen, Kooperationen in und zwischen Jahrgängen sowie der verstärkte Einsatz von Computern. Die Förderung und Integration von Schülern mit einer Behinderung wird in Form von Integrations- und Inklusionsklassen realisiert. Im Bereich der musischen Bildung wird eine Schüler-Bigband angeboten, welche ab der Sekundarstufe II in Zusammenarbeit mit der Ida-Ehre-Gesamtschule als musikpraktischer Kurs für das Abitur belegt werden kann.
Die Stadtteilschule Eppendorf war fünfmal Umweltschule in Europa in den Jahren 1996/97, 1997/98, 1998/99 und 2000/01. Bei diesem Projekt arbeitete eine Schüler-AG Ideen aus, wie man Strom und Rohstoffe sparen kann. Außerdem gab es in den Teilnahmejahren Unterrichtsblöcke zum Thema „Umwelt und Rohstoffe schonen“.
Die GSE war 2012 und 2013 Hamburger Landessieger im Skilanglaufwettbewerb „Jugend trainiert für Olympia“ (JtfO) mit einem Mädchenteam in der Altersklasse WK  III sowie 2013 JtfO-Landessieger im Leichtathletikwettbewerb der Jungen WK  III (ca. 12 bis 15 Jahre). Mit diesen Mannschaften vertrat die GSE Hamburg jeweils beim Bundesfinale in Schonach/Schwarzwald bzw. Berlin.
Die Schule trägt das Gütesiegel „Schule mit vorbildlicher Berufs- und Studienorientierung“.

## Bekannte Ehemalige
- Jakob Sinn (* 1980), Schlagzeuger von Revolverheld